# 150 North Riverside
150 North Riverside Plaza è un grattacielo di Chicago, in Illinois.

## Caratteristiche
Completato nel 2017 l'edificio ha 54 piani ed è alto 228 metri. Occupa un sito di due acri sulla riva occidentale del fiume Chicago, ma per la sua dimensione è bastato costruire una base insolitamente piccola per l'edificio.
Come richiesto dalla città di Chicago per qualsiasi nuovo edificio, lo sviluppatore doveva mettere da parte delle dimensioni del lotto per lo spazio del parco pubblico. Il restante 75 percento del sito del progetto è riservato a un parco pubblico, un anfiteatro e una passeggiata sul fiume. Il sito è costruito con diritti aerei su binari che trasportano treni Metra e Amtrak nella Chicago Union Station. L'edificio ha ottenuto l'oro LEED e la certificazione WiredScore Platinum.
Il lato ovest dell'edificio presenta una hall con una parete di vetro che è alta quasi 20 metri al suo apice. L'intenzione dell'architetto è di collegare visivamente l'interno e l'esterno.